# Dasyprocta punctata
El agutí centroamericano, también conocido como guaqueque (Chiapas), sereque (Península de Yucatán), cotuza (El Salvador), guatín, ñeque (Colombia), ñeque (Panamá), jochi colorado, cherenga, guatusa (Ecuador), sihuayro (Cuzco, Perú), carma, picure o añuje, guatusa (Costa Rica) (Dasyprocta punctata) es una especie de roedor histricomorfo de la familia Dasyproctidae (seretes o agutíes,). Mide entre 42 y 62 cm y pesa de 2 a 3 kg. Su pelo es castaño rojizo. Se encuentra desde sur de México, atravesando Centroamérica y llega hasta el norte de Argentina. Se encuentra también en Puerto Rico, donde fue introducido por el ser humano. Habita principalmente en bosques a menos de 2,000 m de altitud. La UICN2019-1 considera a la especie como de preocupación menor.

## Características
La longitud de su cuerpo va de 42 a 62 cm; su peso de 2 a 3 kg. El pelambre es castaño rojizo, más oscuro en las partes altas.

## Historia natural
Es diurno, pero adopta comportamiento nocturno si se siente amenazado. Se alimenta principalmente de frutos. Sepulta semillas en su territorio y en épocas de escasez de alimentos dependen de esas semillas sepultadas, lo que ayuda en la proliferación de diversos tipos de árboles y arbustos. Una pareja ocupa un área de 2 a 3 hectáreas que defiende. Utiliza como refugio madrigueras que escarba en la tierra, o entre las raíces de los árboles o que encuentra entre las rocas. Cuando se siente en peligro eriza su pelaje dando la impresión de ser de mayor tamaño.
El período de gestación dura entre 93 y 104 días, después de los cuales la hembra pare 1 a 3 crías. Tiene entre dos y tres camadas al año. Viven algo más de trece años.